# Josep Masanés Nogués
Josep Masanés Nogués (Barcelona, 1967) és un escriptor català resident a l'illa de Menorca des de l'any 2004. És autor de la novel·la La vall de la matança guanyador del XXIX Premi Ribera d'Ebre de narrativa, finalista del Premi Ramon Llull 2013, guanyador del 25è Premi de Novel·la Josep Saperas organitzat per Òmnium Cultural del Vallès Oriental, amb l'obra Camins sense retorn. El 2015 va guanyar el Premi Literari la Vall de Sóller de novel·la amb La paradoxa de Schrödinger i el Premi Ciutat d'Eivissa de literatura (2015) amb La putrefacció de la llum. Guanyador del LII Premi de poesia Benet Ribas amb Radiació de Fons. Guanyador del Premi de Novel·la Ciutat de Manacor 2017 Maria Antònia Oliver amb Pluja de fang. Guanyador del Premi de Narrativa Vila de Lloseta 2018 amb Jo tenia deu oliveres. Premi de Novel·la Curta Baltasar Porcel, Andratx, 2018, amb El mapa de les eleccions. Guanyador del Premi de Narrativa Marítima Vila de Cambrils 2020 amb Lladre de mar. Guanyador del Premi de novel·la Òmnium del Vallès Oriental 2020 amb Una jurisdicció pròpia. Guanyador del IV Premi de Narrativa Antoni Vidal Ferrando Vila de Santanyí 2021 amb Els proscrits de Santa Fe.

## Obres
Josep Masanés és autor de les obres següents:
- La vall de la matança (Cossetània, 2012)
- Camins sense retorn (Llibres del Delicte, 2015)
- La paradoxa de Schrödinger[9] (Documenta Balear, 2016)
- La putrefacció de la llum[10] (Balàfia Postals, 2016)
- Radiació de fons (Pagès Editors, 2017)
- Pluja de fang (Món de Llibres, 2017)
- Jo tenia deu oliveres (El Gall Editor, 2018)
- El mapa de les eleccions (Documenta Balear, 2020)
- Lladre de mar (Cossetània Edicions, 2021)
- Funes, el meu nom és Toni Funes (Onada Edicions, 2023)